# Adelacris atrocephala
Adelacris atrocephala är en insektsart som först beskrevs av Bruner, L. 1908.  Adelacris atrocephala ingår i släktet Adelacris och familjen gräshoppor. Inga underarter finns listade i Catalogue of Life.